# 曹貢
曹贡（？—223年），是三国时期曹魏的清河王。

## 母
张姬，魏文帝曹丕的妾室。

## 生平
魏文帝曹丕之子，张姬生。魏黄初三年（222）封为清河王，第二年逝世，谥曰悼。无子，国除。

## 延伸阅读
[在维基数据编辑]
 《三國志·卷20》，出自陳壽《三國志》